# Kommunistisk Arbejderforbund marxister-leninister
Kommunistisk Arbejderforbund marxister-leninister (KAm-l) var en dansk revolutionær smågruppe stiftet den 30. december 1973 og nedlagt d. 26. marts 1983.
Forbundet blev dannet med det erklærede formål at genskabe et revolutionært kommunistisk arbejderparti som alternativ til de “reformistiske partier”, Socialdemokratiet, SF og DKP, og som alternativ til den “småborgerlige venstrefløj”, hvortil man regnede VS og de øvrige revolutionære smågrupper. Målet var at erstatte kapitalens diktatur med proletariatets diktatur, gennem en væbnet socialistisk revolution, ledet af arbejderklassen i forbund med alle arbejdende og undertrykte.

## Politisk udvikling
KAm-l var et af flere danske produkter af den splittelse i den internationale kommunistiske bevægelse, der skete omkring 1960. KAm-l valgte side til fordel for Kinas kommunistiske parti, og betragtede sig – som de øvrige marxistisk-leninistiske grupper – som en dansk forpost i kampen mod, hvad man på linje med Kinas Kommunistiske Parti kaldte “den sovjetiske revisionisme”. Partiet betragtede dog klart USA og NATO som hovedfjenden, og afviste at man kunne sammenligne USA og Sovjetunionen. KAm-l delte Mao's vurdering af Josef Stalin ("70 pct. god, 30 pct. dårlig"), men var stærkt kritisk indstillet overfor de efterfølgende sovjetiske ledere, der blev beskyldt for revisionisme. I 1976 udgav KAm-l pjecen ”Profitten i højsæde. Fakta om Sovjet i dag”, der illustrerer synet på Sovjet:
”I 20’rne, 30’rne og 40’rne opbyggedes, under de vanskeligst tænkelige forhold, en socialistisk økonomi i Sovjetunionen, først under Lenins, derefter under Stalins ledelse. Men det styrtede borgerskab affinder sig ikke godvilligt med sit nederlag – klassekampen fortsætter under den socialistiske opbygning. Det var både Lenin og Stalin fuldt ud klar over, og så sent som året før sin død tog Stalin, på den 19. partikongres i 1952, initiativet til en storstilet kampagne over hele landet imod de borgerlige elementer, som mange steder havde møvet sig ind på ledende poster. Men Stalins ’kulturrevolution’ blev aldrig ført ud i livet. Kongressen beslutninger blev ”glemt” af de nye ledere, der kom til efter Stalins død. Og på den 20. kongres i 1956 gennemførte Krutsjov, en repræsentant for de borgerlige kræfter i parti og statsmagt, et kontrarevolutionært kup..... ...... I årene før og efter denne kongres sikrede dette lag af borgerlige bureaukrater og karrieremagere sig magten i SUKP” (Sovjetunionens Kommunistiske Parti)” 
KAm-l delte Mao's vurdering af Josef Stalin ("70 pct. god, 30 pct. dårlig"), men var stærkt kritisk indstillet overfor de efterfølgende sovjetiske ledere, der blev beskyldt for revisionisme.  
Man anså således perioderne under Lenin og Stalin som den tid, hvor Sovjet var på rette kurs, mens de efterfølgende sovjetiske ledere blev anset for at være borgerlige revisionister, der havde ødelagt Lenin og Stalins værk. Nikita Khrusjtjov blev f.eks. betegnet som en repræsentant for ”borgerlige kræfter” og beskyldt for at stå bag et kontrarevolutionært kup. I KA-ml’s partiprogram fra 1978 blev Stalin omtalt som ”en af de store repræsentanter for den kommunistiske verdensbevægelse”, og ifølge samme program var Stalins korrekte politik blevet videreført i Kina af Mao, der havde ledet ”det kinesiske folks sejrrige kamp mod imperialismen” og samtidig havde bekæmpet den sovjetiske revisionisme.

## Organisation og opløsning
KAm-l’s medlemstal var i 1976 på sit højeste: 150 medlemmer, hovedsagelig unge arbejdere, men også en del såkaldte «ps´er» («proletariserede studenter»). Herudover var der lige så mange organiserede sympatisører, hvor studerende og andre «mellemlagsfolk» var i overvægt.
Organisationens aktiviteter var omfattende, størrelsen taget i betragtning. Der blev udgivet et 14-dages blad Arbejderbladet, et teoretisk tidsskrift Kampens Vej, diverse pjecer og bøger. Herudover havde flere KAm-l-afdelinger sin egen boghandel. Der blev holdt studiekredse i marxisme, afholdt offentlige møder osv. Organisationen havde også flere musikgrupper, heriblandt rockbandet De Røde Raketter, hvor drivkræfterne var tidligere medlemmer af Røde Mor. KAm-l tog også initiativ til dannelsen af Røde Stjerne boldklubber i flere byer.Herudover var mange af medlemmerne yderst aktive i lokale aktiviteter som strejkestøttearbejde, beboerarbejde og ikke mindst fagligt arbejde.
På det udenrigspolitiske felt stod KAm-l til at begynde med klart på Kinas side, men fra midten af 1970erne udviklede man stadig mere selvstændige konkrete analyser af internationale forhold og tog efterhånden tydeligt afstand fra den kinesiske udenrigspolitik og fra den indre udvikling i Kina. 
KAm-l søgte i slutningen af 1970erne at samle de forskellige revoluitionære smågrupper i et fælles diskussionsforum, men stort set uden held, og omkring 1980 tog sivningen af medlemmer og sympatisører for alvor fart.. Ved nedlæggelsen af KAm-l i 1983 meldte de fleste af den lille snes tilbageværende medlemmer ind i partiet Venstresocialisterne.